# Afronarosa africana
Afronarosa africana är en fjärilsart som beskrevs av Erich Martin Hering 1932. Afronarosa africana ingår i släktet Afronarosa och familjen snigelspinnare. Inga underarter finns listade i Catalogue of Life.